# Yoshito Watabe
Yoshito Watabe (en japonés: 渡部善斗, Watabe Yoshito; Hakuba, 4 de octubre de 1991) es un deportista japonés que compite en esquí en la modalidad de combinada nórdica. Su hermano Akito compite en el mismo deporte.
Participó en tres Juegos Olímpicos de Invierno, obteniendo una medalla de bronce en Pekín 2022, en la prueba por equipo (junto con Hideaki Nagai, Akito Watabe y Ryota Yamamoto), el quinto lugar en Sochi 2014 y el cuarto en Pyeongchang 2018, en la misma prueba.
Ganó una medalla de bronce en el Campeonato Mundial de Esquí Nórdico de 2017, en la prueba de trampolín grande + 2 × 7,5 km por equipo.

## Palmarés internacional
| Juegos Olímpicos   | Juegos Olímpicos  | Juegos Olímpicos  | Juegos Olímpicos           |
| Año                | Lugar             | Medalla           | Prueba                     |
| ------------------ | ----------------- | ----------------- | -------------------------- |
| 2022               | Pekín (China)     | Medalla de bronce | TG + 4 × 5 km por equipo   |
| Campeonato Mundial |                   |                   |                            |
| Año                | Lugar             | Medalla           | Prueba                     |
| 2017               | Lahti (Finlandia) | Medalla de bronce | TG + 2 × 7,5 km por equipo |